# Henri Pouctal

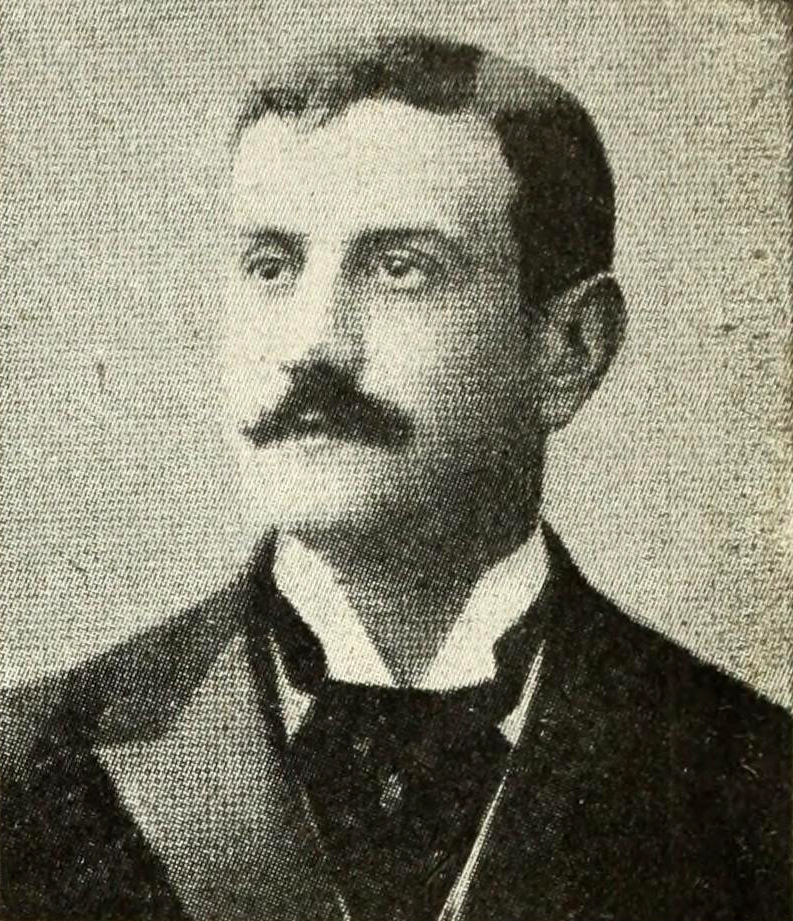
Henri Pouctal (1920)

Albert Henri Pouctal (geboren am 21. Oktober 1860 in La Ferté-sous-Jouarre (Seine-et-Marne); gestorben am 2. Februar 1922 in seiner Wohnung im 10. Arrondissement in Paris) war ein französischer Theaterschauspieler und Regisseur.
Pouctal war zunächst Schauspieler, wurde dann aber Assistent von André Antoine, einem Verfechter des naturalistischen Theaters, an der kleinen Bühne des Théâtre Libre.

## Leben

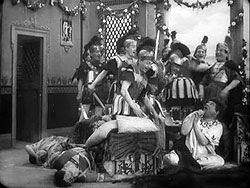
Standbild aus Henri Pouctals Film Vitellius (1911).

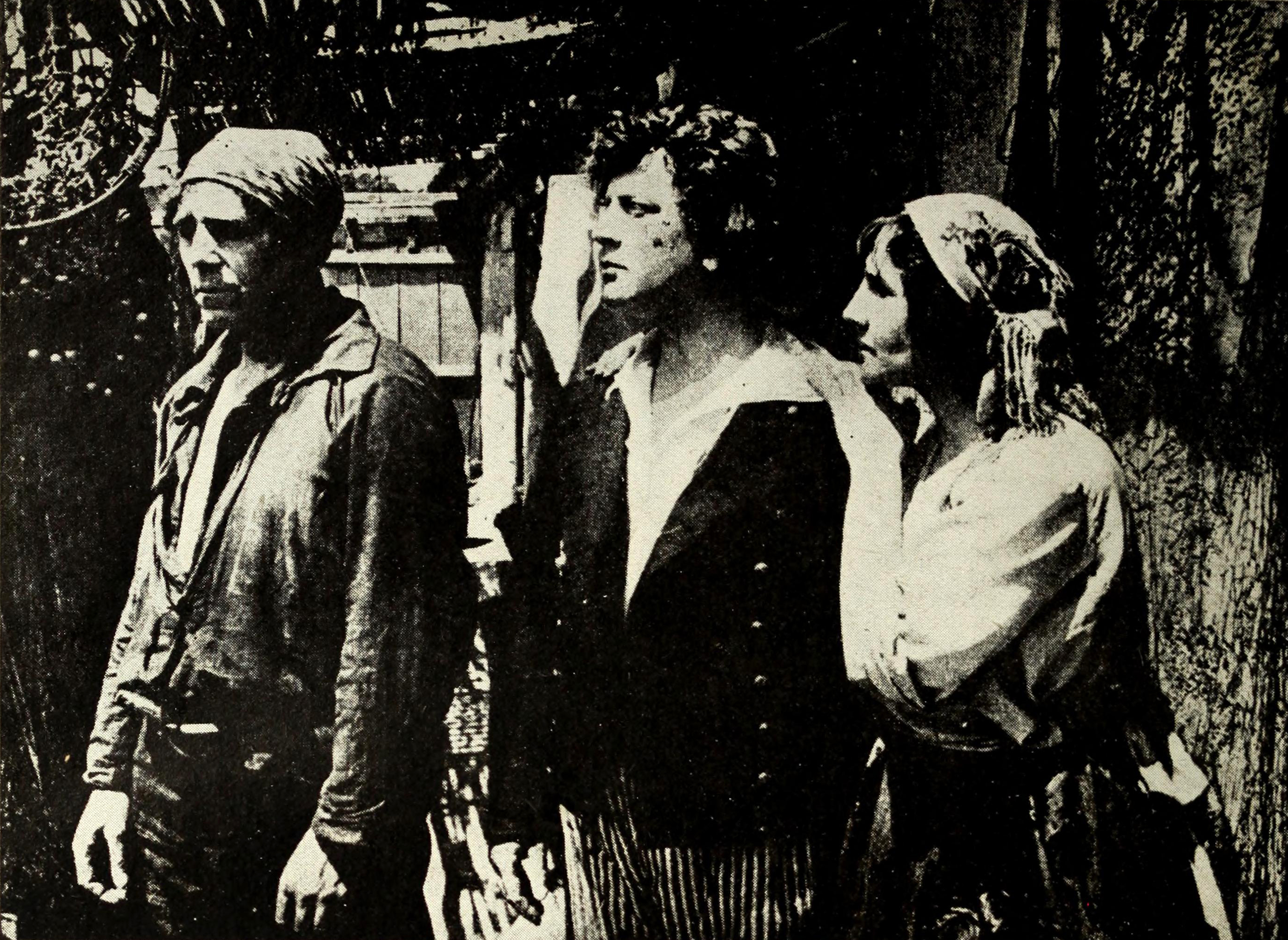
Le Comte de Monte-Cristo (1918): in der Mitte Léon Mathot (Dantès), rechts Nelly Cormon (Mercédès).

Nachdem er zunächst Schauspieler war, begann Henri Pouctals kinematographische Karriere im eigentlichen Sinn 1908 mit seiner Arbeit als Assistent von André Calmettes und Charles Le Bargy bei den Dreharbeiten des Films L'Assassinat du duc de Guise von Calmettes und Bargys Produktionsgesellschaft Le Film d'Art.
Bis 1914 verfilmte Pouctal mehrere literarische Werke, insbesondere Die Kameliendame nach dem Roman von Alexandre Dumas d. J. mit Sarah Bernhardt (1912) oder  Le Colonel Chabert nach der Erzählung von Honoré de Balzac mit André Calmettes. Während des Ersten Weltkriegs beteiligte er sich an der Produktion patriotischer Filme wie L'Infirmière (1914), Dette de haine (1915), La Fille du Boche (1915), La France d’abord (1915), Alsace (1916) und Chantecoq – L’espionne de Guillaume (1916).
Von 1917 bis 1918 verfilmte Pouctal 15 Episoden aus Alexandre Dumas’ Roman Der Graf von Monte Christo, die seinen guten Ruf als Regisseur bereits festigten. Den Höhepunkt seiner Reputation erreichte er allerdings mit der hervorragenden Verfilmung von Émile Zolas Travail. Die Verfilmung des ersten der sieben Kapitel dieses Werks wurde in einem Pariser Kinosaal am 16. Januar 1920 uraufgeführt.
1921 war Pouctal der Initiator der Kino-Verfilmung des Theaterstücks Le crime du Bouif von Georges de la Fouchardière, dessen Erfolg zur Realisierung der Erfolgsserie Bouif führte. Er selbst konnte nur noch die ersten zwei Teile verfilmen und starb noch vor der Uraufführung des zweiten Teils La résurrection du Bouif Anfang Februar 1922.

## Filmografie

### Als Schauspieler
- 1909: La Grande Bretèche, von André Calmettes nach dem Roman von Honoré de Balzac
- 1910: Résurrection von André Calmettes und Henri Desfontaines nach dem Roman von Leo N. Tolstoi
- 1911: La Fin d’un joueur von André Calmettes nach dem Roman von Georges Ohnet
- 1911: Jésus de Nazareth von André Calmettes und Henri Desfontaines
- 1911: Le Pardon von Pouctal selbst
- 1911: Le Chevalier d'Essex von Pouctal selbst
- 1913: Une aventure de Jack Johnson champion de boxe toutes catégories du monde von Pouctal selbst

### Als Regisseur
- 1908: Le Curé de campagne nach dem Roman von Honoré de Balzac
- 1910: L'Héritière mit Berthe Bovy
- 1910: La Retraite nach dem Theaterstück von Franz-Adam Beyerlein
- 1910: Werther, nach dem Roman von Goethe
- 1911: Vitellius mit Polin
- 1911: L'Usurpateur mit Gabriel Signoret
- 1911: Une conquête mit Jean Worms
- 1911: Le Roman de la momie nach dem Roman von Théophile Gautier
- 1911: Pour l’Empereur mit André Calmettes
- 1911: Le Pardon mit Pouctal selbst
- 1911: La Jacquerie
- 1911: La Grande Marnière nach dem Roman von Georges Ohnet
- 1911: Décadence mit Henri Etiévant
- 1911: Le Colonel Chabert nach dem Roman von Honoré de Balzac
- 1911: Le Chevalier d’Essex, Drehbuch von André Calmettes
- 1911: Camille Desmoulins mit Émile Dehelly
- 1912: Les Trois Mousquetaires nach dem Roman von Alexandre Dumas
- 1912: Théodora nach dem Theaterstück von Victorien Sardou
- 1912: Le Saltimbanque, mit Georges Saillard
- 1912: La Robe rouge nach dem Theaterstück von Eugène Brieux
- 1912: Pour la Couronne, nach dem Drama von François Coppée
- 1912: Les Plumes de paon
- 1912: Joséphine impératrice oder Impératrice et reine, nach dem Werk von René Fauchois
- 1912: La femme qui assassina
- 1912: La Comtesse Sarah nach dem Roman von Georges Ohnet
- 1912: Chaînes rompues mit Albert Lambert
- 1912: La Camargo nach der Novelle von Alfred de Musset
- 1912: Blanchette nach dem Theaterstück von Eugène Brieux
- 1912: La Dame aux camélias nach dem Theaterstück von Alexandre Dumas dem Jüngeren
- 1912: Le Maître de forges nach dem Romand von Georges Ohnet
- 1913: Une aventure de Jack Johnson champion de boxe toutes catégories du monde mit Jack Johnson und Georges Carpentier
- 1913: Le Trait d'union mit Jacques Feyder
- 1913: Sous le masque
- 1913: Serge Panine nach dem Roman von Georges Ohnet
- 1913: La Petite Fifi nach dem Roman von Henri Demesse
- 1913: La Mère coupable
- 1913: Le Supplice d’une mère (oder Le Calvaire d’une femme) mit Louise Lara
- 1913: Le Manteau de zibeline
- 1913: Le Mannequin mit Berthe Jalabert
- 1913: Jack a un flirt dans la mode
- 1913: L’Honneur
- 1913: Frères ennemis mit Mary Marquet
- 1913: Claudie, fille d’auberge mit Berthe Jalabert
- 1913: Denise nach dem Theaterstück von Alexandre Dumas dem Jüngeren
- 1913: Danton
- 1913: Colette
- 1913: Les Aventures du chevalier de Faublas
- 1914: Un fil à la patte
- 1914: La Rose rouge
- 1914: Le Roman d’un spahi nach dem Roman von Pierre Loti
- 1914: Papillon dit Lyonnais Le Juste nach dem Theaterstück von Louis Bénière
- 1914: Le Légionnaire
- 1914: L’Infirmière, Drehbuch von Abel Gance
- 1914: La Haine
- 1914: Les Flambeaux nach dem Theaterstück von Henry Bataille
- 1914: L’Alibi nach dem Theaterstück von Gabriel Trarieux
- 1915: Pêcheur d’Islande nach dem Roman von Pierre Loti
- 1915: La Menace
- 1915: France d'abord mit Pierre Fresnay  und André Luguet
- 1915: La Fille du Boche nach dem Roman von Henri Germain
- 1915: Dette de haine nach dem Roman von Georges Ohnet
- 1915: La Brebis perdue nach dem Theaterstück von Gabriel Trarieux
- 1915: André Cornélis nach dem Roman von Paul Bourget
- 1915: L’Homme masqué nach dem Roman von Henri Germain
- 1915: Quand même mit Pierre Fresnay und Paulus
- 1916: Le Droit de l’enfant, nach dem Roman von Georges Ohnet
- 1916: La Flambée nach dem Theaterstück von Henry Kistemaeckers
- 1916: Debout les morts ! nach dem Roman von Blasco Ibanez Die Apokalyptischen Reiter
- 1916: Chantecoq – L’espionne de Guillaume nach dem Roman von Arthur Bernède
- 1916: Alsace nach dem Theaterstück von Gaston Leroux
- 1916: L’Affaire du Grand-Théâtre nach dem Roman von Valentin Mandelstamm
- 1916: L'Instinct nach dem Theaterstück von Henry Kistemaeckers
- 1917: Volonté nach dem Roman von Georges Ohnet
- 1917: En détresse nach dem Roman von Jules Mary
- 1918: Le Comte de Monte Cristo - Episode 1: Edmond Dantès
- 1918: Le Comte de Monte Cristo - Episode 2: Le Trésor de Monte-Cristo
- 1918: Le Comte de Monte Cristo - Episode 3: Le Philanthrope
- 1918: Le Comte de Monte Cristo - Episode 4: Sinbad le marin
- 1918: Le Comte de Monte Cristo - Episode 5: La Conquête de Paris
- 1918: Le Comte de Monte Cristo - Episode 6: Les Trois vengeances
- 1918: Le Comte de Monte Cristo - Episode 7: Les Derniers Exploits de Caderousse
- 1918: Le Comte de Monte Cristo - Episode 8: Châtiments
- 1919: Le Dieu du hasard, geschrieben von Fernand Nozière
- 1920: Au travail nach dem Roman von Émile Zola
- 1921: Gigolette nach dem Roman von Pierre Decourcelle
- 1921: Le Crime du Bouif nach Georges de la Fouchardière
- 1922: La Résurrection du Bouif nach Georges de La Fouchardière

## Theater
- 1890: L'Ogre von Jules de Marthold, Théâtre de l’Ambigu-Comique
- 1892: Le Justicier von Stanislas Rzewuski, Théâtre de l’Ambigu-Comique
- 1892: Les Cadets de la Reine von Jules Dornay, Théâtre de l’Ambigu-Comique
- 1893: Mère et martyre von Léon d'Aigremont und Jules Dornay, Théâtre de l’Ambigu-Comique